# Yūki Hashioka
Yūki Hashioka (橋岡 優輝?, Hashioka Yūki; Saitama, 23 gennaio 1999) è un lunghista giapponese.

## Biografia
Hashioka inizia a gareggiare nel salto in lungo nel 2015 e debutta internazionalmente l'anno successivo ai Mondiali under 20 in Polonia. Nel 2018 vince i Mondiali di categoria in Finlandia e debutta tra i seniores ai Giochi asiatici d'Indonesia. Nel 2019 infila due vittorie consecutive ai Campionati asiatici di Doha e alle Universiadi di Napoli e partecipa alla finale dei Mondiali in Qatar.

## Palmarès
| Anno | Manifestazione      | Sede      | Evento         | Risultato | Prestazione | Note                          |
| ---- | ------------------- | --------- | -------------- | --------- | ----------- | ----------------------------- |
| 2016 | Mondiali U20        | Bydgoszcz | Salto in lungo | 10º       | 7,31 m      |                               |
| 2018 | Mondiali U20        | Tampere   | Salto in lungo | Oro       | 8,03 m      |                               |
| 2018 | Giochi asiatici     | Giacarta  | Salto in lungo | 4º        | 8,05 m      |                               |
| 2019 | Campionati asiatici | Doha      | Salto in lungo | Oro       | 8,22 m      | Miglior prestazione personale |
| 2019 | Universiadi         | Napoli    | Salto in lungo | Oro       | 8,01 m      |                               |
| 2019 | Mondiali            | Doha      | Salto in lungo | 8º        | 7,97 m      |                               |
| 2021 | Giochi olimpici     | Tokyo     | Salto in lungo | 6º        | 8,10 m      |                               |
| 2022 | Mondiali indoor     | Belgrado  | Salto in lungo | nm        | nm          |                               |
| 2022 | Mondiali            | Eugene    | Salto in lungo | 10º       | 7,86 m      |                               |
| 2023 | Mondiali            | Budapest  | Salto in lungo | 17º (q)   | 7,94 m      |                               |
| 2024 | Giochi olimpici     | Parigi    | Salto in lungo | 17º (q)   | 7,81 m      |                               |